# 孫皎
孫皎（2世紀—219年），字叔朗。孫堅弟弟孫靜的三子，孫權的堂兄弟。東漢末年東吳勢力將領。

## 生平
孫皎起初當護軍校尉，統領二千多兵眾。當時曹操屢次領軍攻擊濡須，孫皎每次都領兵抵抗，被稱為精銳部隊。约建安二十年，遷任都護、征虜將軍，接替程普統領夏口。後來黃蓋和兄長孙瑜先後逝世，他們的軍隊都交由孫皎統率。又賜沙羨、雲杜、南新市及竟陵為奉邑，並且有權自置官吏。
建安二十四年（219年）呂蒙攻取南郡，孫權以呂蒙為督，孫皎為後勤。孫皎在其後擒獲關羽，平定荊州之中都有功勞，同年逝世。孫權追念他的功績，封他的兒子孫胤為丹陽侯。

## 性格
- 史載他「輕財能施，善於交結。」與諸葛瑾至為友好，提拔劉靖、李允、吳碩、張梁等人，都傾心親待。
- 孫皎亦不被物質所誘，亦很關顧人民。有一次他的士兵獲得魏國邊境將士官員的美女後進獻給孫皎，但孫皎就為她們更衣後送還，更認為戰事不應傷害到人民，說：「今所誅者曹氏，其百姓何罪？自今以往，不得擊其老弱。」
- 孫皎曾經和甘寧有紛爭，孫權知道後寫書勸告孫皎，希望他能夠包容甘寧的缺點（《孫權勸孫皎疏》）。孫皎看後，與甘寧成深交。可見他有容人之量。

## 親屬

### 父親
- 孫靜，東漢末年東吳勢力將領。

### 兄弟
- 孫暠，孫靜長子。
- 孙瑜，孫靜次子，東漢末年東吳勢力將領。
- 孫奐，孫靜四子，東漢末年及三國時東吳將領，封沙羨侯。
- 孫謙，孫靜五子。

### 兒子
- 孫胤，孫皎長子，封丹陽侯。
- 孫晞，孫皎次子，孫胤死後襲爵，並統領軍隊。後來獲罪自殺，封國撤銷。
- 孫咨，孫皎三子，將軍，為羽林督，256年被滕胤殺害。
- 孫彌，孫皎四子，將軍。
- 孫儀，孫皎五子，將軍，為無難督，255年因密謀誅殺孫峻而被殺。

## 藝術形象

### 漫畫
- 日本漫畫《蒼天航路》（王欣太）中，在故事後期登場。

## 延伸阅读
[在维基数据编辑]
 《三國志·卷51》，出自陳壽《三國志》